# جوئل هنری (بازیکن فوتبال)
جوئل هنری (انگلیسی: Joël Henry؛ زادهٔ ۱۹ آوریل ۱۹۶۲) بازیکن فوتبال اهل فرانسه است.
از باشگاه‌هایی که در آن بازی کرده‌است می‌توان به باشگاه فوتبال استاد برستوا ۲۹، باشگاه فوتبال نانت، باشگاه فوتبال باستیا، باشگاه فوتبال لیل، و باشگاه فوتبال نیس اشاره کرد.